# Fukada Eimi
Fukada Eimi (深田 えいみ (Thâm-Điền Vịnh-Mĩ) 18 tháng 3 năm 1998 –) là một nữ diễn viên phim khiêu dâm, nữ doanh nhân, YouTuber, cựu idol người Nhật Bản. Cô được quản lý bởi công ty FortyFour Management.

## Tiểu sử
Eimi Fukada sinh ngày 18 tháng 3 năm 1998 tại Nhật Bản.

## Sự nghiệp
Cô bắt đầu đóng phim khiêu dâm Nhật Bản (JAV) vào năm 2017 với tên gọi Amami Kororo, sau đó đổi tên thành Eimi Fukada vào tháng 11 năm 2018. Tháng 2 năm 2017, Amami Kororo chính thức tham gia ngành công nghiệp tình dục Nhật Bản với sự ra mắt của bộ phim AV đầu tiên "I Want To Become Cute" Kokoro Amami Age 18 An SOD Exclusive AV Debut" của nhà sản xuất phim người lớn SOD Create (số hiệu phim SDAB-031).
Vào tháng 2 năm 2017, cô ấy đã ra mắt AV với tư cách là một diễn viên độc quyền từ nhãn hiệu "Tuổi trẻ" của SOD Create. Chương trình độc quyền kết thúc vào tháng 5.Kể từ đó, cô ấy đã được tuyển dụng làm nghệ sĩ biểu diễn solo cho dự án. Sau đó, tôi tạm ngừng hoạt động trong nửa năm, trong thời gian đó cô đã trải qua phẫu thuật thẩm mỹ và nâng ngực.. Sau đó, trong cuốn sách của chính mình, cô tiết lộ rằng cô có mặc cảm về khuôn mặt và ra mắt phim AV để kiếm tiền phẫu thuật thẩm mỹ.
Tháng 11 năm 2018, cô thay đổi nghệ danh thành Eimi Fukada và ra mắt trở lại vào ngày 3 tháng 11 năm 2018 với bộ phim "The Master Of Relentless Blowjobs. Spent Cocks Recover Instantly! Blowjob-Loving College Girl Stars In A Porno! Eimi Fukada" của hãng phim người lớn Premium (số hiệu phim PRED-116).
Từ năm 2019 cho đến khi trở thành diễn viên độc quyền, với tư cách là một biên kịch, cô đã viết kịch bản cho các buổi biểu diễn của chính mình khoảng một tháng một lần.
Vào tháng 2 năm 2020, cô đã nhận được giải thưởng Nữ diễn viên chính xuất sắc nhất tại "2020 Erodemy Awards" do các nhà văn của tạp chí Weekly Playboy AV đánh giá. Cùng năm đó, trong số tháng 4 của "FANZA hàng tháng", "Nữ diễn viên AV này thật tuyệt vời! Mùa đông 2020" đã giành vị trí đầu tiên ở hạng mục "Nữ diễn viên tổng hợp".

## Sở thích
Eimi Fukada trước đây có sở thích ăn đồ ngọt, dẫn đến cô bị thừa cân hồi cấp 2.

## Thành tựu
Eimi Fukada được trang web DMM (nhà phân phối phim AV lớn nhất Nhật Bản) xếp hạng 3 trong số 100 diễn viên tốt nhất 2020 dựa vào số lượng đĩa bán ra.
Ngoài ra, vì độ nổi tiếng của mình, nên trang web Reddit có hẳn cả một cộng đồng (subreddit) có nội dung chuyên về Eimi Fukada. Cùng với Yua Mikami và Yui Hatano, đây là 3 diễn viên phim người lớn Nhật Bản hiếm hoi có cộng đồng (subreddit) trên Reddit.